# Колотвін Олександр Вікторович
Олекса́ндр Ві́кторович Колотвін (18 листопада 1984 — 16 серпня 2014) — солдат Збройних сил України, учасник російсько-української війни.

## Життєпис
Народився 1984 року в місті П'ятихатки (Дніпропетровська область). Учасник війни в Афганістані. Працював кухарем, був майстром з приготування піци в підприємстві «Портфоліо» (2006—2009). Уболівав за ФК «Дніпро».
Брав активну участь у подіях Революції Гідності. У часі війни з травня 2014-го — доброволець, оператор, 24-й батальйон територіальної оборони «Айдар», псевдо «Саха». Брав участь в визволенні міста Щастя, селища Металіст, Лутугиного. Під селом Георгіївка зазнав кульового поранення ноги.
Загинув 16 серпня 2014 р. під час виконання бойового завдання під Хрящуватим — у Івана поцілив уламок бомби. Тоді ж загинули Володимир Юричко, Дмитро Дібрівний, старший лейтенант Пилип Слободенюк. Зазнав смертельного поранення в серце.
Без Олександра лишились кохана дівчина, син, батьки Надія Василівна і Віктор Кузьмич.
Похований у місті П'ятихатки.

## Нагороди та вшанування
За особисту мужність і героїзм, виявлені у захисті державного суверенітету та територіальної цілісності України, вірність військовій присязі під час російсько-української війни, відзначений — нагороджений
- орденом «За мужність» III ступеня (посмертно)
- нагрудним знаком «За оборону Луганського аеропорту» (посмертно)
- відзнакою Київської міської Спілки ветеранів Афганістану "Орденом 3-го ступеня «Слава і честь», (за вагомий внесок у звільнення Луганщини від сепаратистів, 28 липня 2014)
- нагороджений відзнакою Всеукраїнської громадської організації "Спілка ветеранів та працівників силових структур України «ЗВИТЯГА» «Орденом „За вірність присязі“» (3 квітня 2015, посмертно)
- відзнакою «Зірка „Герой козацтва“» (посмертно) за вагомий внесок у звільнення Луганщини від сепаратистів
- Його портрет розміщений на меморіалі «Стіна пам'яті полеглих за Україну» у Києві: секція 2, ряд 7, місце 41.
- Вшановується 16 серпня на щоденному ранковому церемоніалі вшанування українських захисників, які загинули цього дня у різні роки внаслідок російської збройної агресії[2].